# یوسف سوم امیرغرناطه
یوسف سوم (عربی: أبو الحجاج یوسف الثالث) (زاده ۱۳۷۶ درگذشته ۱۴۱۷) از نسل خزرج قحطانی سیزدهمین فرمانروا از دودمان نصریان از امارت موروها در
غرناطه (گرانادا)، اندلس در شبه جزیره ایبری از ۱۴۰۸ تا ۱۴۱۷ بود. او تاج و تخت را از برادرش محمد هفتم به ارث برده و سازنده بناهای زیبا و شاعری برجسته بود.

## زندگی
یوسف شمالی‌ترین کاخ‌های دودمان نصریان را بر روی تپه الحمرا بنا نهاده بود. پس از تسلط مسیحیان، کاخ‌های او ویران شد و تنها یک رواق و برج زیبا از آن باقی ماند. باغ‌های پلکانی در قرن بیستم بازسازی شدند.
آخرین اشعار این امیر شاعرپیشه در سال ۸۱۹ هجری قمری سروده شده و اشعار وی در کتابی به نام «دیوان پادشاه غرناطه» (عربی: دیوان ملک غرناطة) گردآوری شده است. وی در سال ۸۲۰ هجری برابر ۱۴۱۷ میلادی در گدشته است.